# 阿德貝格
阿德貝格，也譯作阿塔貝克，艾塔伯克或阿塔貝伊，是中亞、南亚地區人士的一世襲頭銜，有“總督”、“藩王”等意思。阿德貝格由突厥语 的阿德（父亲）和貝格兩個詞組成。在烏古斯人与土庫曼人中，阿塔贝格地位僅次于可汗（在可汗年幼时輔政），在亚塞拜然则是一王号。在亚美尼亚与格鲁吉亚是軍官头衔。

## 文獻
- 本条目包含来自公有领域出版物的文本: Chisholm, Hugh (编).  (第11版). London: Cambridge University Press. 1911. (passim; details not yet worked in)
- Amin Maalouf. Crusades Through Arab Eyes, 1984
- Royal Ark - Qajar dynasty in Iran （页面存档备份，存于）
- ÏNĀNČ ḴĀTUN, Encyclopædia Iranica （页面存档备份，存于）
- ATĀBAK, Encyclopædia Iranica （页面存档备份，存于）
- ATĀBAKĀN-E ĀḎARBĀYJĀN, Encyclopædia Iranica （页面存档备份，存于）
- https://web.archive.org/web/20180105151014/http://www.selcuklular.com/?